# Адријан Манарино
Адријан Манарино (фр. Adrian Mannarino; 29. јун 1988, Суази-су-Монморанси, Француска) је француски тенисер. Најбољи пласман на АТП листи у појединачној конкуренцији остварио је 19. марта 2018. када је заузимао 22. место.
Међу 75 најбољих тенисера завршавао је у десет узастопних сезона (2013–2022). Играо је у тринаест АТП финала, из којих има три титуле: 2019. у Хертогенбосу, 2022. у Винстон-Сејлему. и 2023. у Њупорту.
Највећу победу у каријери остварио је на турниру у Токију 2017. када је избацио Марина Чилића, тада петог тенисера света.
На гренд слем турнирима најдаље је стизао до четвртог кола, и то на Вимблдону (2013, 2017, 2018) и Отвореном првенству Аустралије (2022). На турнирима мастерс 1000 серије једном је играо у четвртфиналу и то у Монтреалу 2017.

## АТП финала

### Појединачно: 13 (3:10)
| Легенда                        |
| ------------------------------ |
| Гренд слем турнири (0:0)       |
| Завршно првенство сезоне (0:0) |
| АТП мастерс 1000 (0:0)         |
| АТП 500 (0:1)                  |
| АТП 250 (3:9)                  |

| Финала по подлози |
| ----------------- |
| Тврда (1:7)       |
| Шљака (0:0)       |
| Трава (2:3)       |

| Финала по локацији |
| ------------------ |
| Отворено (3:7)     |
| Дворана (0:3)      |

| Исход     | Бр. | Датум               | Турнир                 | Подлога   | Противник         | Резултат      |
| --------- | --- | ------------------- | ---------------------- | --------- | ----------------- | ------------- |
| Финалиста | 1.  | 17. јануар 2015.    | Окланд, Н. Зеланд      | Тврда     | Јиржи Весели      | 3:6, 2:6      |
| Финалиста | 2.  | 26. јул 2015.       | Богота, Колумбија      | Тврда     | Бернард Томић     | 1:6, 6:3, 2:6 |
| Финалиста | 3.  | 1. јул 2017.        | Анталија, Турска       | Трава     | Јуичи Сугита      | 1:6, 6:7(4:7) |
| Финалиста | 4.  | 8. октобар 2017.    | Токио, Јапан           | Тврда     | Давид Гофен       | 3:6, 5:7      |
| Финалиста | 5.  | 30. јун 2018.       | Анталија, Турска (2)   | Трава     | Дамир Џумхур      | 1:6, 6:1, 1:6 |
| Финалиста | 6.  | 21. октобар 2018.   | Москва, Русија         | Тврда (д) | Карен Хачанов     | 2:6, 2:6      |
| Победник  | 1.  | 16. јун 2019.       | Хертогенбос, Холандија | Трава     | Џордан Томпсон    | 7:6(9:7), 6:3 |
| Финалиста | 7.  | 29. септембар 2019. | Џухај, Кина            | Тврда     | Алекс де Минор    | 6:7(4:7), 4:6 |
| Финалиста | 8.  | 20. октобар 2019.   | Москва, Русија (2)     | Тврда (д) | Андреј Рубљов     | 4:6, 0:6      |
| Финалиста | 9.  | 1. новембар 2020.   | Нур Султан, Казахстан  | Тврда (д) | Џон Милман        | 5:7, 1:6      |
| Победник  | 2.  | 27. август 2022.    | Винстон-Сејлем, САД    | Тврда     | Ласло Ђере        | 7:6(7:1), 6:4 |
| Финалиста | 10. | 1. јул 2023.        | Мајорка, Шпанија       | Трава     | Кристофер Јубенкс | 1:6, 4:6      |
| Победник  | 3.  | 23. јул 2023.       | Њупорт, САД            | Трава     | Алекс Микелсен    | 6:2, 6:4      |

### Парови: 1 (0:1)
| Легенда                        |
| ------------------------------ |
| Гренд слем турнири (0:0)       |
| Завршно првенство сезоне (0:0) |
| АТП мастерс 1000 (0:0)         |
| АТП 500 (0:1)                  |
| АТП 250 (0:0)                  |

| Финала по подлози |
| ----------------- |
| Тврда (0:1)       |
| Шљака (0:0)       |
| Трава (0:0)       |

| Финала по локацији |
| ------------------ |
| Отворено (0:0)     |
| Дворана (0:1)      |

| Исход     | Бр. | Датум            | Турнир            | Подлога   | Партнер       | Противници               | Резултат |
| --------- | --- | ---------------- | ----------------- | --------- | ------------- | ------------------------ | -------- |
| Финалиста | 1.  | 9. октобар 2022. | Астана, Казахстан | Тврда (д) | Фабрис Мартен | Никола Мектић Мате Павић | 4:6, 2:6 |

## Остала финала

### Тимска такмичења: 1 (0:1)
| Исход     | Бр. | Датум                 | Турнир                     | Подлога   | Партнери                                                        | Противници                                                  | Резултат | Извор |
| --------- | --- | --------------------- | -------------------------- | --------- | --------------------------------------------------------------- | ----------------------------------------------------------- | -------- | ----- |
| Финалиста | 1.  | 23–25. новембар 2018. | Дејвис куп, Лил, Француска | Шљака (д) | Лука Пуј Жереми Шарди Пјер-Иг Ербер Никола Маи Жо-Вилфрид Цонга | Марин Чилић Борна Ћорић Франко Шкугор Мате Павић Иван Додиг | 1:31     | [ 8 ] |

1 Учествовао је само у првом колу Дејвис купа, у мечу против Холандије.